# آبشار پوروا
آبشار پوروا (به انگلیسی: Purwa Falls) آبشاری است که در مادایا پرادش، هند واقع شده و ارتفاع کلی ریزشگاه آن ۷۰ متر (۲۳۰ فوت) است.